# Zoe Saldaña
Zoe Yadira Saldaña Perego (nhũ danh Saldaña Nazario, 19 tháng 6 năm 1978), là một nữ diễn viên người Mỹ. Sau buổi biểu diễn của cô với nhóm kịch Faces, cô đã tham gia hai tập phim năm 1999 của Law & Order. Sự nghiệp điện ảnh của cô bắt đầu một năm sau đó với vai một vũ công ba lê trong phim Center Stage (2000)
Saldaña bắt đầu làm việc trong các bộ phim khoa học viễn tưởng từ năm 2009 với vai diễn đầu tiên trong nhiều lần xuất hiện với vai Nyota Uhura trong loạt phim Star Trek và lần đầu tiên cô xuất hiện với vai Neytiri trong loạt phim Avatar. Cô đóng vai Gamora trong Vũ trụ Điện ảnh Marvel, bắt đầu với Guardians of the Galaxy (2014). Saldaña đã góp mặt trong ba trong số năm phim có doanh thu cao nhất mọi thời đại (Avatar, Avengers: Infinity War và Avengers: Endgame), một thành tích mà bất kỳ diễn viên nào khác cũng không đạt được. Các bộ phim của cô thu về hơn 11 tỷ đô la trên toàn thế giới, và cô là nữ diễn viên điện ảnh có thu nhập cao thứ hai mọi thời đại tính đến năm 2019.

## Thời thơ ấu
Saldaña sinh ngày 19 tháng 6 năm 1978 tại Passaic, New Jersey, Mỹ. Cha cô là Aridio Saldaña, người Dominica, mẹ cô là Asalia Nazario, gốc Puerto Rico. Khi còn nhỏ cô sống với mẹ ở Cộng hòa Dominica, đựoc một thời gian thì chuyển tới New York.

## Đời tư

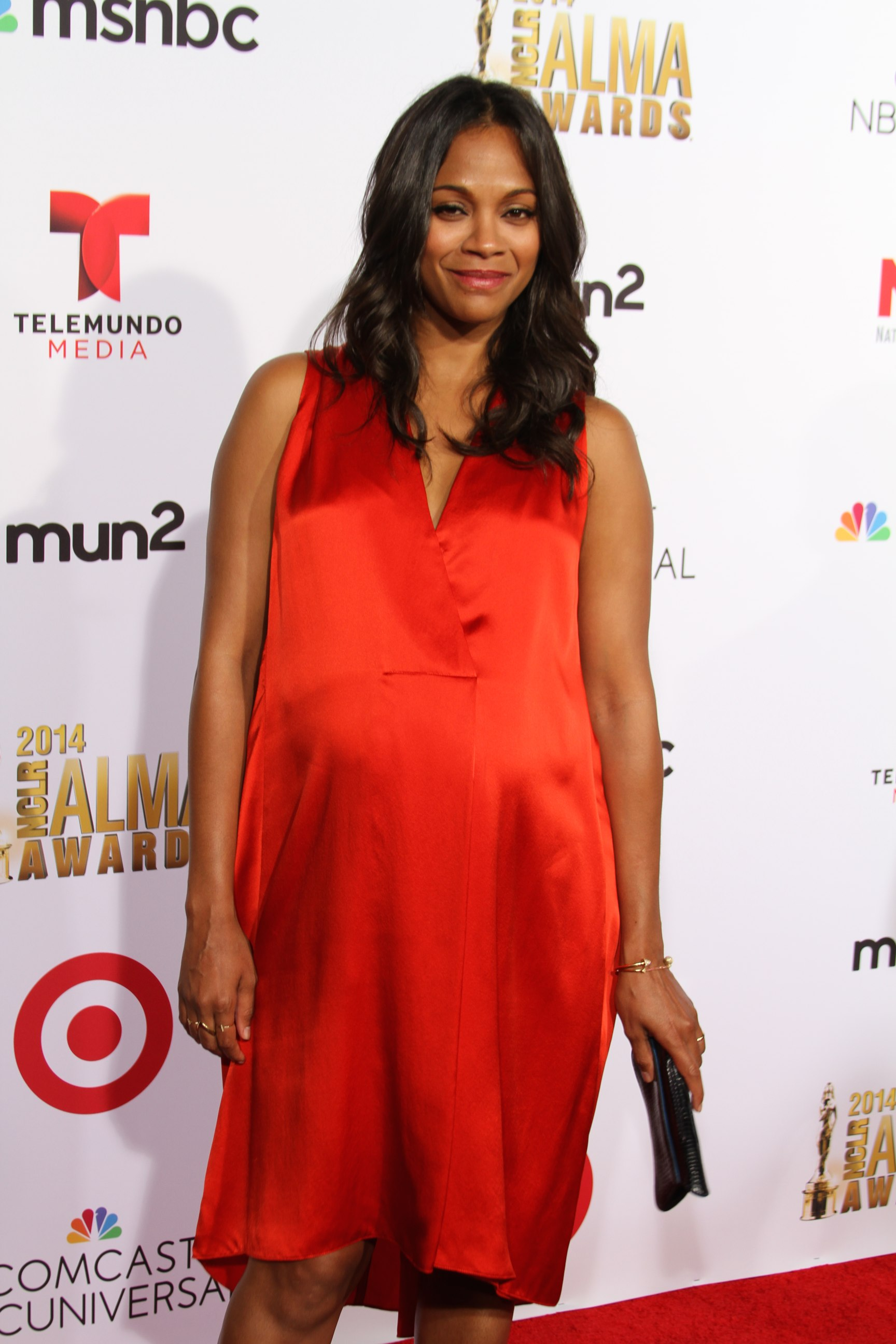
Zoe Saldana năm 2014.

## Danh sách phim
| Denotes productions that have not yet been released | Biểu thị các tác phẩm chưa được phát hành |

### Điện ảnh
| Năm  | Phim                                                   | Vai diễn                       | Đạo diễn                        | Ghi chú                       |
| ---- | ------------------------------------------------------ | ------------------------------ | ------------------------------- | ----------------------------- |
| 2000 | Center Stage                                           | Eva Rodriguez                  | Nicholas Hytner                 |                               |
| 2001 | Get Over It                                            | Maggie                         | Tommy O'Haver                   |                               |
| 2001 | Snipes                                                 | Cheryl                         | Rich Murray                     |                               |
| 2002 | Crossroads                                             | Kit                            | Tamra Davis                     |                               |
| 2002 | Drumline                                               | Laila                          | Charles Stone III               |                               |
| 2003 | Pirates of the Caribbean: The Curse of the Black Pearl | Anamaria                       | Gore Verbinski                  |                               |
| 2004 | The Terminal                                           | Dolores Torres                 | Steven Spielberg                |                               |
| 2004 | Haven                                                  | Andrea                         | Frank E. Flowers                |                               |
| 2004 | Temptation                                             | Annie                          | Mark Tarlov                     |                               |
| 2005 | Constellation                                          | Rosa Boxer                     | Jordan Walker-Pearlman          |                               |
| 2005 | Guess Who                                              | Theresa Jones                  | Kevin Rodney Sullivan           |                               |
| 2005 | Dirty Deeds                                            | Rachel Buff                    | David Kendall                   |                               |
| 2005 | The Curse of Father Cardona                            | Flor                           | Félix Germán                    |                               |
| 2006 | Premium                                                | Charli                         | Pete Chatmon                    |                               |
| 2006 | The Heart Specialist                                   | Donna                          | Dennis Cooper                   |                               |
| 2007 | After Sex                                              | Kat                            | Eric Amadio                     |                               |
| 2007 | Blackout                                               | Claudine                       | Jerry Lamothe                   |                               |
| 2008 | Vantage Point                                          | Angie Jones                    | Pete Travis                     |                               |
| 2009 | Star Trek                                              | Nyota Uhura                    | J. J. Abrams                    |                               |
| 2009 | The Skeptic                                            | Cassie                         | Tennyson Bardwell               |                               |
| 2009 | Avatar                                                 | Neytiri                        | James Cameron                   |                               |
| 2010 | The Losers                                             | Aisha                          | Sylvain White                   |                               |
| 2010 | Takers                                                 | Lily Jansen                    | John Luessenhop                 |                               |
| 2010 | Death at a Funeral                                     | Elaine                         | Neil LaBute                     |                               |
| 2010 | Burning Palms                                          | Sara Cotton                    | Christopher B. Landon           |                               |
| 2011 | Kaylien                                                | —                              | Herself                         | Short film                    |
| 2011 | Colombiana                                             | Cataleya Restrepo              | Olivier Megaton                 |                               |
| 2012 | The Words                                              | Dora Jansen                    | - Brian Klugman - Lee Sternthal |                               |
| 2013 | Blood Ties                                             | Vanessa                        | Guillaume Canet                 |                               |
| 2013 | Star Trek Into Darkness                                | Nyota Uhura                    | J. J. Abrams                    |                               |
| 2013 | Out of the Furnace                                     | Lena Warren                    | Scott Cooper                    |                               |
| 2014 | Unity                                                  | Narrator                       | Shaun Monson                    | Documentary                   |
| 2014 | Infinitely Polar Bear                                  | Maggie Stuart                  | Maya Forbes                     |                               |
| 2014 | Guardians of the Galaxy                                | Gamora                         | James Gunn                      |                               |
| 2014 | The Book of Life                                       | María Posada (voice)           | Jorge R. Gutierrez              |                               |
| 2016 | Nina                                                   | Nina Simone                    | Cynthia Mort                    |                               |
| 2016 | Star Trek Beyond                                       | Nyota Uhura                    | Justin Lin                      |                               |
| 2016 | Live by Night                                          | Graciella Corrales             | Ben Affleck                     |                               |
| 2017 | Guardians of the Galaxy Vol. 2                         | Gamora                         | James Gunn                      |                               |
| 2017 | I Kill Giants                                          | Mrs. Mollé                     | Anders Walter                   |                               |
| 2017 | My Little Pony: The Movie                              | Captain Celaeno (lồng tiếng)   | Jayson Thiessen                 |                               |
| 2018 | The Legend of Red Hand                                 | Mia Parc                       | Stefano Sollima                 | Short film; promoting Campari |
| 2018 | Avengers: Infinity War                                 | Gamora                         | Russo brothers                  |                               |
| 2019 | Missing Link                                           | Adelina Fortnight (lồng tiếng) | Chris Butler                    |                               |
| 2019 | Avengers: Endgame                                      | Gamora                         | Russo brothers                  |                               |
| 2020 | Vampires vs. the Bronx                                 | Becky                          | Oz Rodriguez                    | Cameo                         |
| 2021 | Vivo                                                   | Rosa (lồng tiếng)              | Kirk DeMicco                    |                               |
| 2022 | The Adam Project                                       | Laura                          | Shawn Levy                      |                               |
| 2022 | Canterbury Glass                                       |                                | David O. Russell                | Post-production               |
| 2022 | Avatar 2                                               | Neytiri                        | James Cameron                   | Post-production               |
| 2023 | Guardians of the Galaxy Vol. 3                         | Gamora                         | James Gunn                      | Filming                       |
| 2024 | Avatar 3                                               | Neytiri                        | James Cameron                   | Post-production               |

### Truyền hình
| Năm       | Tiêu đề                                     | Vai diễn              | Ghi chú                                             |
| --------- | ------------------------------------------- | --------------------- | --------------------------------------------------- |
| 1999      | Law & Order                                 | Belinca               | 2 episodes                                          |
| 2004      | Law & Order: Special Victims Unit           | Gabrielle Vega        | Episode: "Criminal"                                 |
| 2006–2007 | Six Degrees                                 | Regina                | 5 episodes                                          |
| 2013      | Comedy Bang! Bang!                          | Chính mình            | Episode: "Zoe Saldaña Wears A Tan Blouse & Glasses" |
| 2014      | Rosemary's Baby                             | Rosemary Woodhouse    | Miniseries; also producer                           |
| 2020      | Home Movie: The Princess Bride              | Princess Buttercup    | Episode: "Chapter Seven: The Pit Of Despair"        |
| 2021      | Maya and the Three                          | Princess Maya (voice) | Miniseries                                          |
| 2022      | The Guardians of the Galaxy Holiday Special | Gamora                | Television Special; Filming                         |

### Trò chơi điện tử
| Năm  | Tiêu đề   | Vai lồng tiếng | Ghi chú       |
| ---- | --------- | -------------- | ------------- |
| 2013 | Star Trek | Nyota Uhura    | Also likeness |

### Công viên giải trí chủ đề
| Năm  | Tiêu đề                                     | Vai    | Địa điểm                    |
| ---- | ------------------------------------------- | ------ | --------------------------- |
| 2017 | Guardians of the Galaxy – Mission Breakout! | Gamora | Disney California Adventure |